# Kilómetro Cuarenta y Ocho
Kilómetro Cuarenta y Ocho är en ort i Mexiko.   Den ligger i kommunen Acapulco de Juárez och delstaten Guerrero, i den södra delen av landet, 270 km söder om huvudstaden Mexico City. Kilómetro Cuarenta y Ocho ligger 484 meter över havet och antalet invånare är 112.
Terrängen runt Kilómetro Cuarenta y Ocho är kuperad. Runt Kilómetro Cuarenta y Ocho är det tätbefolkat, med 397 invånare per kvadratkilometer. Närmaste större samhälle är Xaltianguis, 2,2 km nordost om Kilómetro Cuarenta y Ocho. Omgivningarna runt Kilómetro Cuarenta y Ocho är en mosaik av jordbruksmark och naturlig växtlighet.